# 珠海学院
珠海学院（しゅかいがくいん、英語名：Chu Hai College of Higher Education, Hong Kong、広東語表記：珠海學院）は、香港の大学。所在地は香港新界屯門。

## 学部・学科
- 文学社会部(中国文学学科、新聞及伝播学科、英国語文学科)
- 商学部(工商管理学科、会計銀行学科、商業資訊管理学科、財務金融学科)
- 理工学部(建築学科、土木工程学科、資訊科学科)

## 大学院・研究科(修士課程・博士課程)
- 文学部大学院中国文学研究科(修士課程・博士課程)
- 文学部大学院中国歴史研究科(修士課程・博士課程)
- 文学部大学院新聞及伝播研究科(修士課程)

## 研究センター
- アジア研究センター

## その他
- コンピューターセンター
- 学習資源センター
- 陳済棠図書館

## 教職員
- 李焯芬（学長)
- 任少玲（総務長）
- 胡春恵（文学部長兼アジア研究センター主任）
- 郭益耀（商学部長）
- 褚海刪（理学部長）

## 研究者及び学生交換計画協力大学
- 上海財経大学 中国
- 復旦大学 中国
- 北京大学 中国
- 南京大学 中国
- 壇国大学 韓国
- University of Illinois at Chicago アメリカ
- Universitat Duisburg Essen ドイツ
- Universitat Postdam ドイツ
- 中原大学 台湾
- 逢甲大学 台湾
- 輔仁大学 台湾
- 東海大学 台湾
- University of Wollongong オーストラリア
- Swinburne University of Technology オーストラリア
- Monash University オーストラリア
- チュラロンコン大学 タイ王国
- 福岡大学　日本
- 島根大学　日本
- 徳山大学　日本